# 삼성 갤럭시 A5 (2017)
삼성 갤럭시 A5 (2017)은 삼성 갤럭시 A5의 2017년 모델이며 삼성 갤럭시 A5 (2016)의 후속 기종이다. SK텔레콤, KT, LG U+를 통해 2017년 1월 19일 출시된 스마트폰이며 삼성 갤럭시 시리즈에 속한다.

## 관련 기종
- 삼성 갤럭시 A8
- 삼성 갤럭시 A3 (2016)
- 삼성 갤럭시 A5 (2016)
- 삼성 갤럭시 A7 (2016)
- 삼성 갤럭시 A8 (2016)
- 삼성 갤럭시 A7 (2017)
- 삼성 갤럭시 A6 (2018)
- 삼성 갤럭시 S7